# Nils Svartholm
Nils Fridolf Valdemar Svartholm, född 28 januari 1913 i Annedals församling, Göteborg, död 25 januari 1999 i Falkenbergs församling, var en svensk fysiker. 
Svartholm disputerade 1945 vid Uppsala universitet och blev 1957 professor i matematisk fysik vid Chalmers. Han invaldes 1956 i Vetenskaps- och vitterhetssamhället i Göteborg samt 1965 i Vetenskapsakademien och Ingenjörsvetenskapsakademien.